# Campeonato Citadino de Gravataí de 2014 - Categoria Especial de Amadores
O Campeonato Citadino de Gravataí de 2014 - Categoria Especial de Amadores, mais conhecido como Campeonato Municipal de Gravataí, é uma competição amadora de futebol de campo do município de Gravataí. Ela é organizado pela Liga Gravataiense de Futebol com o apoio da Prefeitura de Gravataí, através da Secretaria de Esporte e Lazer (SMEL).
Os dois times rebaixados para o Campeonato Citadino de Gravataí de 2015 - Categoria Acesso de Amadores são o Parceiros do Rincão e o [Time2]. O Parceiros do Rincão foi rebaixado devido a não apresentação das fichas dos atletas na data prevista.
Segundo o diretor de futebol de campo da SMEL, Demétrio Tafras, "subiram em 2013 o América e o Real Madri, estamos esperando um bom número de torcedores, as partidas serão disputadas, inclusive no mês de julho, durante a Copa do Mundo, tal é o interesse dos gravataienses neste campeonato".

## Fase Classificatória
Ocorre entre os dias 27 de abril e 17 de agosto.
| Tabela de Classificação | Tabela de Classificação | Tabela de Classificação | Tabela de Classificação | Tabela de Classificação | Tabela de Classificação | Tabela de Classificação | Tabela de Classificação | Tabela de Classificação | Tabela de Classificação |
| Pos                     | Times                   | Pts                     | J                       | V                       | E                       | D                       | GP                      | GC                      | SG                      |
| ----------------------- | ----------------------- | ----------------------- | ----------------------- | ----------------------- | ----------------------- | ----------------------- | ----------------------- | ----------------------- | ----------------------- |
| 1                       | América                 | -                       | -                       | -                       | -                       | -                       | -                       | -                       | -                       |
| 2                       | Bagé                    | -                       | -                       | -                       | -                       | -                       | -                       | -                       | -                       |
| 3                       | Caveirense              | -                       | -                       | -                       | -                       | -                       | -                       | -                       | -                       |
| 4                       | Gravataí F.C.           | -                       | -                       | -                       | -                       | -                       | -                       | -                       | -                       |
| 5                       | Gravataiense            | -                       | -                       | -                       | -                       | -                       | -                       | -                       | -                       |
| 6                       | Clube Atlético Nacional | -                       | -                       | -                       | -                       | -                       | -                       | -                       | -                       |
| 7                       | Real Madri              | -                       | -                       | -                       | -                       | -                       | -                       | -                       | -                       |
| 8                       | Três Estrelas           | -                       | -                       | -                       | -                       | -                       | -                       | -                       | -                       |
| 9                       | União V.U.              | -                       | -                       | -                       | -                       | -                       | -                       | -                       | -                       |
| 10                      | Unidos da Vila          | -                       | -                       | -                       | -                       | -                       | -                       | -                       | -                       |
| 11                      | Vila Branca             | -                       | -                       | -                       | -                       | -                       | -                       | -                       | -                       |
| 12                      | Parceiros do Rincão     | -                       | -                       | -                       | -                       | -                       | -                       | -                       | -                       |

## Fase Final
|  | Quartas-de-final | Quartas-de-final | Quartas-de-final |  |  | Semifinais | Semifinais | Semifinais |  |  | Final 17 de agosto | Final 17 de agosto | Final 17 de agosto | Final 17 de agosto | Final 17 de agosto |
|  |                  |                  |                  |  |  |            |            |            |  |  |                    |                    |                    |                    |                    |
|  | A1               |                  |                  |  |  |            |            |            |  |  |                    |                    |                    |                    |                    |
|  | B4               |                  |                  |  |  |            |            |            |  |  |                    |                    |                    |                    |                    |
|  |                  | B4               |                  |  |  |            |            |            |  |  |                    |                    |                    |                    |                    |
|  |                  |                  |                  |  |  |            |            |            |  |  |                    |                    |                    |                    |                    |
|  |                  | B2               |                  |  |  |            |            |            |  |  |                    |                    |                    |                    |                    |
|  | B2               |                  |                  |  |  |            |            |            |  |  |                    |                    |                    |                    |                    |
|  |                  |                  |                  |  |  |            |            |            |  |  |                    |                    |                    |                    |                    |
|  | A3               |                  |                  |  |  |            |            |            |  |  |                    |                    |                    |                    |                    |
|  |                  |                  |                  |  |  |            |            |            |  |  | B4                 |                    |                    |                    |                    |
|  |                  |                  | B1               |  |  |            |            |            |  |  |                    |                    |                    |                    |                    |
|  | A2               |                  |                  |  |  |            |            |            |  |  |                    |                    |                    |                    |                    |
|  | B3               |                  |                  |  |  |            |            |            |  |  |                    |                    |                    |                    |                    |
|  |                  | A2               |                  |  |  |            |            |            |  |  |                    |                    |                    |                    |                    |
|  |                  |                  |                  |  |  |            |            |            |  |  |                    |                    |                    |                    |                    |
|  |                  | B1               |                  |  |  |            |            |            |  |  |                    |                    |                    |                    |                    |
|  | B1               |                  |                  |  |  |            |            |            |  |  |                    |                    |                    |                    |                    |
|  |                  |                  |                  |  |  |            |            |            |  |  |                    |                    |                    |                    |                    |
|  | A4               |                  |                  |  |  |            |            |            |  |  |                    |                    |                    |                    |                    |

- Final

| 17 de agosto |  | – |  |  |
|              |  |   |  |  |

## Premiação
| Campeonato Citadino de Gravataí de 2014 Categoria Especial de Amadores |
| ---------------------------------------------------------------------- |
| Campeão                                                                |